# Бензогайковёрт
Бензогайковёрт — путевой инструмент, представляющий собой автономный ударный шурупогайковёрт с бензиновым двигателем.
Отличительной особенностью бензогайковёрта является интегрированность двухтактного бензинового двигателя непосредственно в конструкцию инструмента.
Бензогайковёрт используется при производстве путевых работ на железных дорогах для закручивания/откручивания закладных, клеммных, стыковых болтов и путевых шурупов (благодаря специальным ударным головкам под шуруп, гайковёрт можно использовать как шуруповёрт). Кроме того, бензогайковёрт можно использовать для сверления отверстий в деревянных шпалах под путевые шурупы и костыли.